# Републикански път II-63
Републикански път II-63 е второкласен път, част от Републиканската пътна мрежа на България, преминаващ изцяло по територията на Област Перник. Дължината му е 68,7 km.
Пътят се отклонява наляво при 81,4 km на Републикански път I-6 в западната част на град Перник и се насочва на север през Пернишката котловина. След като премине през село Мещица преодолява нисък вододел, навлиза в Брезнишката котловина и достига до град Брезник. Там пътят завива на запад, а северно от село Конска напуска котловината, завива на северозапад, преодолява Главния вододел на България и достига горното течение на река Ябланица (десен приток на Ерма). Спуска се по долината на реката между планините Завалска на североизток и Стража на югозапад, като минава през селата Мракетинци и Филиповци. На 1 km след последното напуска долината на река Ябланица, завива на запад, преодолява нисък вододел, слиза в източната част на Трънската котловина и достига до град Трън. От там пътят продължава на запад по северния (ляв) бряг на река Ерма през Трънската котловина, минава през селата Главановци и Слишовци и достига до границата с Република Сърбия при село Стрезимировци и ГКПП Стрезимировци.
По протежението на пътя вляво и вдясно от него се отделят 3 броя третокласни пътища, в т.ч. 2 пътя с трицифрени номера и 1 път с четирицифрен номер:
Третокласни пътища с трицифрени номера:
- при 19,0 km, югоизточно от град Брезник — надясно Републикански път III-638 (32,0 km) до град Божурище;
- при 54,0 km, западно от град Трън — наляво Републикански път III-637 (68,9 km) до село Драговищица.

Третокласни пътища с четирицифрени номера:
- при 42,2 km, в село Филиповци — наляво Републикански път III-6301 (12,3 km) през селата Велиново и Глоговица до 52,6 km на Републикански път II-63 западно от град Трън.

| Пътища, отклоняващи се надясно (населено място, № на пътя, посока на пътя) | Км   | Пътища, отклоняващи се наляво (посока на пътя, № на пътя, населено място) |
| -------------------------------------------------------------------------- | ---- | ------------------------------------------------------------------------- |
| Община Перник, I-6, 81,4 km, гр. Перник ←                                  | 0,0  | ← гр. Перник, 81,4 km, I-6, Община Перник                                 |
| (от 48,7 km на I-8) III-802, 27,2 km, гр. Перник →                         | 2,1  | гр. Перник                                                                |
|                                                                            | 4,6  | → общински път (за с. Витановци)                                          |
| с. Мещица                                                                  | 9,2  | с. Мещица                                                                 |
| (за с. Расник) общински път ←                                              | 10,9 |                                                                           |
| (за с. Вискяр) общински път ←                                              | 15   |                                                                           |
| Община Брезник                                                             | 15,6 | Община Брезник                                                            |
| (до гр. Божурище) III-638, 0,0 km ←                                        | 19,0 |                                                                           |
| (за с. Гоз) общински път, гр. Брезник ←                                    | 20,8 | гр. Брезник                                                               |
| (от 8,8 km на II-81) III-811, 35,6 km, гр. Брезник →                       | 21,9 | → гр. Брезник, 35,6 km, III-811 (до 9,7 km на III-605)                    |
| (за с. Видрица) общински път ←                                             | 24,5 |                                                                           |
| (за с. Видрица) общински път ←                                             | 27,1 | → общински път (за с. Конска)                                             |
| Община Трън                                                                | 32,7 | → общински път (за с. Ребро), Община Трън                                 |
| (за с. Неделково) общински път ←                                           | 35,6 | → общински път (за с. Лялинци)                                            |
|                                                                            | 37,1 | → общински път (за с. Парамун)                                            |
| с. Мракетинци                                                              | 39,3 | с. Мракетинци                                                             |
| с. Филиповци                                                               | 42,2 | → с. Филиповци, 0,0 km, III-6301 (до 52,6 km на ІI-63)                    |
| (от 31,7 km на II-81) III-813, 63,3 km →                                   | 45,4 |                                                                           |
|                                                                            | 46,7 | → общински път (за с. Ездимирци)                                          |
| (за с. Банкя) общински път ←                                               | 48,7 |                                                                           |
| (за селата Ломница и Богойна) общински път, гр. Трън ←                     | 50,9 | гр. Трън                                                                  |
|                                                                            | 52,6 | ← 12,3 km, III-6301 (от с. Филиповци)                                     |
|                                                                            | 54,0 | → 0,0 km, III-637 (до с. Драговищица)                                     |
| (за с. Туроковци) общински път ←                                           | 55,8 | → общински път (за с. Берайнци)                                           |
| (за с. Забел) общински път ←                                               | 57,8 |                                                                           |
| (за с. Зелениград) общински път ←                                          | 58,5 | → общински път (за с. Ярловци)                                            |
| (за с. Милославци) общински път ←                                          | 60,4 |                                                                           |
| (за с. Насалевци) общински път, с. Главановци ←                            | 61,5 | с. Главановци                                                             |
|                                                                            | 62,6 | → общински път (за с. Цегриловци)                                         |
| с. Слишовци                                                                | 65,8 | → с. Слишовци, общински път (за с. Реяновци)                              |
|                                                                            | 67,9 | → общински път (за с. Джинчовци)                                          |
| граница със Сърбия, ГКПП Стрезимировци, с. Стрезимировци                   | 68,7 | с. Стрезимировци, ГКПП Стрезимировци, граница със Сърбия                  |